# Winston Tubman
Winston Tubman (* 1941) ist ein liberianischer Politiker und Diplomat.

## Leben
Tubman ist der Neffe des ehemaligen Präsidenten Liberias William S. Tubman. Er studierte Rechtswissenschaften an der London School of Economics, an der University of Cambridge im Vereinigten Königreich und an der Harvard University in den Vereinigten Staaten. 1968 gründete Tubman in Liberia seine eigene Rechtsanwaltskanzlei und wurde Berater für das liberianische Ministerium für Planung und Wirtschaftliche Beziehungen während der Regierungszeit seines Onkels.
Von 1979 bis 1981 war Tubman ständiger Vertreter Liberias bei den Vereinten Nationen. Unter dem Präsidenten Samuel K. Doe fungierte er von 1982 bis 1983 Justizminister seines Landes.  Tubman ist Vorsitzender der Partei Congress for Democratic Change (CDC).